# Кураев, Владимир Тихонович
Влади́мир Ти́хонович Кура́ев (27 декабря 1947, Липецк — 20 марта 2017) — российский дипломат. Чрезвычайный и полномочный посланник 1 класса (28 июня 2006).

## Биография
Окончил Московский геологоразведочный институт им. С. Орджоникидзе (1975) и Дипломатическую академию МИД СССР (1989). На дипломатической работе с 1982 года.
В 1999—2002 годах — советник-посланник Посольства России в Молдавии.
В 2002—2008 годах — заместитель директора Департамента — Секретариата МИД России, директор Департамента лингвистического обеспечения МИД России.
С 5 ноября 2008 по 6 февраля 2013 года был чрезвычайным и полномочным послом Российской Федерации в Коста-Рике. Ранее занимал должности советника-посланника Посольства России в Молдавии, заместителя директора Департамента — Секретариата МИД России, директора Департамента лингвистического обеспечения МИД России.
Был женат, воспитал сына и дочь.

## Награды
- Медаль «В память 850-летия Москвы».
- Медаль «За воинскую доблесть».
- Благодарность президента Российской Федерации.
- Почётный работник Министерства иностранных дел Российской Федерации.